# ボウイナイフ

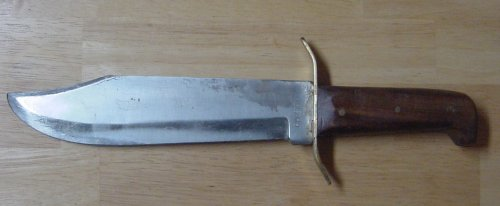
ボウイナイフのレプリカ

ボウイナイフ（Bowie knife）は、ナイフの一種。西部開拓時代に武器と作業用の道具を兼ねて盛んに使われた。大きなヒルト（鍔）とブレード、丈夫なハンドルなどがあるシースナイフ（鞘付きナイフ）。

## 諸説・歴史的背景
ハンティング・ナイフの原型であり、元はヨーロッパで使われていたブッチャー・ナイフ（屠殺用ナイフ）を改造したものが始まりだといわれている。西部開拓時代の英雄、アーカンソー州の開拓者でデイビー・クロケットらと共にアラモに散ったジェームズ・ボウイ（ジム・ボウイ）のは長さ9.25インチ（≒23.5cm）、幅1.5インチ（≒3.81cm）のブレードがあった。
現在のフィールド（原野）まして街中では実用性はほとんどないが、米国のフロンティアスピリットを体現する工芸品としての側面を持ち、アメリカでは「カスタムナイフビルダー」と呼ばれるナイフ専門の刃物職人やメーカー各社が製造中。戦闘を想定したものからコレクターズナイフ（蒐集対象に据えられる製品群）、インテリアの大量生産品がある。
原型を考案したのはジェームズ・ボウイ当人ではなく、兄のレジン・ボウイであると伝えられている。彼はバッファロー狩りに出かけた際大怪我を負い、後日自分で考案した特注のナイフを持つようになった。そのナイフはジェームズにも愛用され、更に改良が施され、一時期売れた。
ジェームズは後のアラモの戦いで戦死したが、当時の記録によれば彼は熱病に冒された病床をメキシコ兵に襲われ、フリントロック銃で応戦するも討ち取られたという。敵の耳にも知れ渡っていた有名な彼のナイフは、突入したメキシコ兵らによって記念に鹵獲されたとも、既に其処にはなかったとも、諸説囁かれてはいるが行方不明となってしまっている。ただ、彼は生涯に幾度か改良を重ねながらナイフを新調しており、「新調したから使われなくなった前のナイフ」と見られるものや、彼のナイフが有名になって後に作られたと見られる類似するナイフは、由来の真贋が往々にして不明ながらも、何本か報告されているようだ。アーカンソー歴史博物館（リトルロックThird Street200 E.）には、そういったナイフが収蔵されている。
1830年代以前の初期のボウイナイフは先端からやや急な角度で幅広となっているが、現代の戦闘用ナイフでは素材の信頼性向上と加工技術の発達により、より先端部が細く鋭くなっているなどの傾向が見られる。しかし、この先端部シルエットの変更を除けば、現在のユーティリティナイフでも、ボウイナイフで見られる工夫からの大きな変更点は少ない。現代ナイフへの最も大きな影響はサバイバルナイフへの反映だろう。
大型で見栄えが良いため、ハリウッド映画等フィクション作品にも数多く登場する。1982年の映画『ランボー』で、主人公はボウイナイフスタイルのカスタムナイフ（ジミー・ライル作）を多彩に使いこなし、以後のサバイバルナイフブームの火付け役となった。ナイフメーカー各社はこぞってレプリカを製作、「ランボーナイフ」という造語も生まれたがこれらは例外を除けば、ほとんどがボウイナイフ。